# 약한 골트바흐의 추측
약한 골트바흐의 추측(Goldbach's weak conjecture), 홀수 골트바흐 추측(odd Goldbach conjecture), 또는 3원 골트바흐 문제(ternary Goldbach problem)는 홀수를 세 소수의 합으로 나타내는 것에 대한 추측이다. 다음과 같이 서술된다.
7 이상의 모든 홀수는 세 소수의 합으로 나타낼 수 있다.
또는 다음과 같은 더 강한 명제로 서술되기도 한다. 이는 7을 세 소수의 합으로 나타내는 방법인 7 = 2+2+3 에 유일한 짝수 소수 2가 사용되기 때문이다.
7보다 큰 모든 홀수는 세 홀수 소수의 합으로 나타낼 수 있다.
골트바흐의 추측이 참이라면, 자동적으로 약한 골트바흐의 추측이 참이 된다.
수많은 수학자들이 골트바흐의 추측과 함께 약한 골트바흐의 추측을 해결하기 위해 시도하였고, 점진적인 발전이 있었다. 2013년 페루의 수학자 Harald A. Helfgott에 의해 최종적으로 참으로 해결된 추측이 되었다.
이반 비노그라도프가 충분히 큰 수에 대해 추측이 참이라는 것을 처음 증명하였으며, 2002년 2×101346까지 하계가 낮추어졌다. Helfgott는 1027까지 하계를 낮추고, 그 이하의 홀수에 대해 컴퓨터를 이용해 증명을 완료하였다.

## 골트바흐의 추측과의 관계
골트바흐의 추측은 "2 초과의 모든 짝수는 두 소수의 합으로 나타낼 수 있다"는 추측이다. 골트바흐의 추측은 약한 골트바흐의 추측을 함의한다.
이는 골트바흐의 추측이 참일 경우 7 이상의 홀수 a를 3+(a-3)으로 나누고, (4 이상의 짝수) a-3에 대해 골트바흐의 추측을 적용하여 두 소수의 합으로 나타내는 방식을 이용해 결과적으로 a를 세 소수의 합으로 나타낼 수 있기 때문이다.

## 역사
약한 골트바흐의 추측의 원형은 골트바흐의 추측과 마찬가지로 1742년 6월 7일 크리스티안 골트바흐가 오일러에게 보낸 편지에 언급되었다. 오일러는 편지의 추측을 정리하여 "모든 양의 정수는 최대 세 개의 소수의 합으로 나타낼 수 있다"는 추측을 제시하였다. 아래에 약한 골트바흐의 추측의 증명까지의 몇몇 중요한 결과들을 나열하였다.

### 사용하는 소수의 개수를 줄이는 방법
- 1933년 L. Schnirelmann는 어떤 상수 K가 존재하여 1보다 큰 모든 정수를 최대 K개의 소수의 합으로 나타낼 수 있음을 증명하였다.[2]
- 1969년 K. I. Klimov는 K = 6×109을 증명하였고, 이후 G. Z. Piltay, T. A. Sheptickaja와 함께 K = 115, 그리고 K = 55로 그 값을 개선하였다.
- 이후 R. C. Vaughan의 K = 27[3], J.-M. Deshouillers의 K = 26[4], H. Riesel와 R. C. Vaughan의 K = 19[5]로 필요한 소수의 개수가 점점 개선되어갔다.
- 1995년 O. Ramaré는 모든 짝수가 최대 6개의 소수의 합으로 표현될 수 있음을 증명하였다.[6]
- 2012년 테렌스 타오는 1보다 큰 모든 홀수가 최대 5개의 소수의 합으로 나타내어짐을 증명하였다.[7]

### 추측이 성립하는 홀수의 하계를 줄이는 방법
- 1937년 이반 비노그라도프는 약한 골트바흐의 추측이 충분히 큰 홀수에 대해 성립함을 증명하였다.[8] 이 증명으로는 그 하계 C를 계산할 수 없었지만, 이후 비노그라도프는 C를 계산할 수 있는 다른 증명을 발표하였다.[9][10]
  - 그 이전에도 K. K. Mardzhanishvili가[8] 이를 발전시켜 C를 계산할 수 있는 증명을 발표하였다.[11]
- 처음 C를 계산한 것은 비노그라도프의 지도 아래 K. G. Borodzkin가 작성한 미출판된 박사 학위 논문(1936년)으로 알려져 있으며, 그 값은 exp(exp(exp(41.96)))이었다.[12]
- 이후 1956년 K. G. Borodzkin는 C = 3315 ≈ 107000000을 증명하였다.[13][14]
- 1989년 천징룬과 T. Z. Wang은 C = exp(exp(11.503)) < 4×1043000을 증명하였으며[15], 1996년에는 C = exp(exp(9.715)) < 6×107193을 증명하였다.[16]
- 2002년 M.-Ch. Liu와 T. Wang은 C = 2×101346을 증명하였다.[17]
- 2013년 H. A. Helfgott는 C = 1027을 증명하였다.[18]

2013년 5월 H. A. Helfgott과 D. Platt가 컴퓨터를 이용한 계산으로 8.875×1030 이하의 홀수들에 대해 추측이 성립함을 검증하였으므로, 이로써 약한 골트바흐의 추측이 증명되었다.

### 일반화 리만 가설을 가정하였을 때
- 1922년 하디와 리틀우드는 일반화 리만 가설이 참이라는 가정 하에, 충분히 큰 모든 홀수를 세 소수의 합으로 나타낼 수 있음을 증명하였다.[20]
- 하디와 리틀우드의 논문의 계산을 발전시켜, 1999년 G. Effinger는 충분히 큰 홀수의 하계를 1.24×1050으로 계산하였다.[21] (논문 자체는 1997년 6월 제출되었다.) 정확히는, 위 두 논문들은 일반화 리반 가설보다 약한 가정을 사용하였다. 이는 디리클레 L-함수가 임의의 θ<3/4에 대해 실수부가 θ 이상인 근을 가지지 않는다는 것이었다.
  - [21]에 따르면, 1926년 에드문트 란다우의 학생 B. Lucke가 미출판된 박사 학위 논문에서 동일한 가정 하에 1032라는 하계를 증명하였다.
- 1997년 D. Zinoviev는 하계를 1020으로 발전시켰다.[22]
- 1997년 컴퓨터를 이용한 계산으로 추측이 1020 미만의 홀수에 대해 참이라는 것이 검증되었다.[14][23]

따라서 일반화 리만 가설을 가정했을 때, 약한 골트바흐의 추측이 참이라는 것을 증명할 수 있었다.

## 같이 보기
- 수학의 미해결 문제
- 천의 정리
- 골트바흐의 추측

## 참고 문헌
- Helfgott, Harald Andres (2015년 1월 22일). “The ternary Goldbach problem”. arXiv:1501.05438 [math.NT].